# Az 1924. évi téli olimpiai játékok éremtáblázata
Az 1924. évi téli olimpiai játékok éremtáblázata az 1924. évi téli olimpiai játékokon érmet nyert nemzeteket tartalmazza. A sorrendet a több nyert aranyérem, ennek egyenlősége esetén a több nyert ezüstérem, ennek egyenlősége esetén a több nyert bronzérem, illetve mindhárom szám egyenlősége esetén az ABC-sorrend határozza meg. A sorrend nem jelenti a részt vevő országok hivatalos – a Nemzetközi Olimpiai Bizottság szerinti – sorrendjét.
(A táblázatban a rendező nemzet csapata eltérő háttérszínnel, az egyes számoszlopok legmagasabb értéke vagy értékei vastagítással kiemelve.)
| Az 1924. évi téli olimpiai játékok éremtáblázata | Az 1924. évi téli olimpiai játékok éremtáblázata | Az 1924. évi téli olimpiai játékok éremtáblázata | Az 1924. évi téli olimpiai játékok éremtáblázata | Az 1924. évi téli olimpiai játékok éremtáblázata | Olimpia  |
| ------------------------------------------------ | ------------------------------------------------ | ------------------------------------------------ | ------------------------------------------------ | ------------------------------------------------ | -------- |
|                                                  | Ország                                           | Arany                                            | Ezüst                                            | Bronz                                            | Összesen |
| 1.                                               | Norvégia (NOR)                                   | 4                                                | 7                                                | 6                                                | 17       |
| 2.                                               | Finnország (FIN)                                 | 4                                                | 4                                                | 3                                                | 11       |
| 3.                                               | Ausztria (AUT)                                   | 2                                                | 1                                                | 0                                                | 3        |
| 4.                                               | Svájc (SUI)                                      | 2                                                | 0                                                | 1                                                | 3        |
| 5.                                               | Egyesült Államok (USA)                           | 1                                                | 2                                                | 1                                                | 4        |
| 6.                                               | Nagy-Britannia (GBR)                             | 1                                                | 1                                                | 2                                                | 4        |
| 7.                                               | Svédország (SWE)                                 | 1                                                | 1                                                | 0                                                | 2        |
| 8.                                               | Kanada (CAN)                                     | 1                                                | 0                                                | 0                                                | 1        |
|                                                  |                                                  |                                                  |                                                  |                                                  |          |
| 9.                                               | Franciaország (FRA)                              | 0                                                | 0                                                | 3                                                | 3        |
| 10.                                              | Belgium (BEL)                                    | 0                                                | 0                                                | 1                                                | 1        |
|                                                  |                                                  |                                                  |                                                  |                                                  |          |
| Összesen                                         | Összesen                                         | 16                                               | 16                                               | 17                                               | 49       |